# Avenue de Tervueren
Pour les articles homonymes, voir Tervueren (homonymie).
Ne doit pas être confondu avec Chaussée de Tervueren.
L'avenue de Tervueren (en néerlandais : Tervurenlaan) est une longue avenue bordée d’arbres reliant Bruxelles à Tervuren.

## Description
L'avenue de Tervueren, d'une longueur totale de plus 10 kilomètres (sa section terminale, flamande, "Tervurenlaan" comprise) et d'une largeur de 90 mètres (à titre de comparaison, l'avenue des Champs-Élysées à Paris fait 70 m de large), constitue une importante voie d'accès vers le siège de la commission européenne, au Berlaymont, dans le quartier des institutions européennes de Bruxelles et vers le centre historique de la ville avec ses ministères. Aussi, est-elle utilisée par un important trafic automobile et de tramways rapides en site protégé. Elle n'a cependant pas été convertie en autoroute urbaine, car elle présente plusieurs carrefours à niveau et passages pour piétons protégés par des feux tricolores. 
Son aspect paysager a été maintenu, dans ses premiers kilomètres, par le maintien d'une double rangée de platanes qui ont remplacé les marronniers centenaires. Dans cette première partie, elle offre un parcours rectiligne qui s'inscrit dans la perspective de l'arc de triomphe à trois arches du Cinquantenaire qui relie les vastes bâtiments des Musées royaux d'art et d'histoire, du Musée royal de l'Armée et de l'Histoire militaire et du musée de l'automobile dans le parc du Cinquantenaire, puis traverse le square Montgomery, dans la commune de Woluwe-Saint-Pierre, avec sa fontaine aux jets multiples et la statue du maréchal Montgomery.  
Elle longe ensuite le parc de Woluwe, vaste parc paysager à l'anglaise, dans la commune de Woluwe-Saint-Pierre, dans une configuration à quatre rangées de platanes qui remplacent progressivement les marronniers. 
Au carrefour avec le boulevard du Souverain, elle est jalonnée par la statue en pied du premier ministre Joseph Lebeau qui, en 1831 et en 1839, joua un rôle important dans la sauvegarde de l'indépendance belge, et par la statue équestre du général argentin José de San Martín.  
L'avenue longe ensuite le musée du tram d'où, pendant la saison touristique, partent, pour des excursions dans et hors de Bruxelles, de pittoresques tramways anciens, dont les plus vieux ont plus de cent ans. Après être passée sous l'arche métallique d'une imposante passerelle pour piétons, elle traverse en sinuant la commune d'Auderghem, où son nom est écrit avenue de Tervuren (au lieu de Tervueren) selon la nouvelle orthographe flamande des années soixante. 
Elle continue son parcours en traversant une portion de la forêt de Soignes, à proximité du Rouge-Cloître, dont la fondation remonte au Moyen Âge, pour arriver aux Quatre Bras de Tervueren où elle croise le ring de Bruxelles qui la franchit en tunnel. Au-delà des Quatre-Bras, en Région flamande, elle se poursuit sur plus de 2,5 km sous son nom flamand, Tervurenlaan, pour se terminer finalement à l'entrée du Parc de Tervueren qui contient le Musée d'Afrique Centrale. 
Cette section flamande de l'avenue se caractérise par deux allées séparées par un tapis gazonné de 40 m de large comme si Léopold II, son initiateur, eut voulu damer le pion au célèbre Tapis vert de Versailles.
Dans sa courte traversée de la forêt de Soignes, l’avenue et la ligne de tramways qui l'accompagne, longent une partie de l’ancienne chaussée de Bruxelles à Tervueren qui prend le nom de chaussée de Tervueren en se confondant avec une des deux allées de l'avenue.

## Histoire
Cette artère, tout comme le boulevard du Souverain, doit beaucoup à l’initiative du roi Léopold II. Elle a été conçue en rapport avec l'Exposition internationale de Bruxelles de 1897, afin de relier les deux sites de cette manifestation, celui du Cinquantenaire avec les verrières de ses vastes halles en fer et celui de Tervueren avec son palais colonial.
Les travaux ont été réalisés par l’entrepreneur Edmond Parmentier et se sont achevés en 1897.
Le tunnel ferroviaire du Cinquantenaire passe sous l'Avenue de Tervueren ; les 200 m de tunnel situés sous l'avenue et les maisons avoisinantes ont la particularité d'avoir été réalisés en même temps que la construction de l'avenue, en 1896. Le reste du tunnel est réalisé par étapes entre 1910, 1911 et de 1924 à 1926.
Sur tout son parcours, l'avenue est bordée de propriétés luxueuses de la fin du XIXe siècle et du début du XXe, mais aussi d'immeubles à appartements de standing plus récents. Des ambassades se sont installées dans certaines de ces propriétés. Dans la première partie du parcours, se trouve l'Hôtel Stoclet, palais construit en 1908 par l'architecte autrichien Josef Hoffmann dans un style qui annonce l'art déco. 
Plus loin, de grandes villas traditionnelles s'y remarquent, ainsi que quelques créations architecturales modernistes. Vers la fin du parcours, l'avenue longe le domaine de Ravenstein, avec son terrain de golf, et se termine au rond-point du palais des Colonies où en 2005 a été installée une fontaine décorée d'animaux, Le Bandundu Water Jazz Band, œuvre du sculpteur belge Tom Frantzen, et au-delà duquel s'étend le parc paysager en style néo classique dans lequel se dresse l'important AfricaMuseum en style Beaux-Arts avec ses très riches collections et son institut de recherches.
Depuis la fin des années 2000, cette avenue fait, chaque année, l'objet d'une grande fête populaire au mois de mai. En 2017, année des 120 ans, le thème de la fête est "les années 1900".

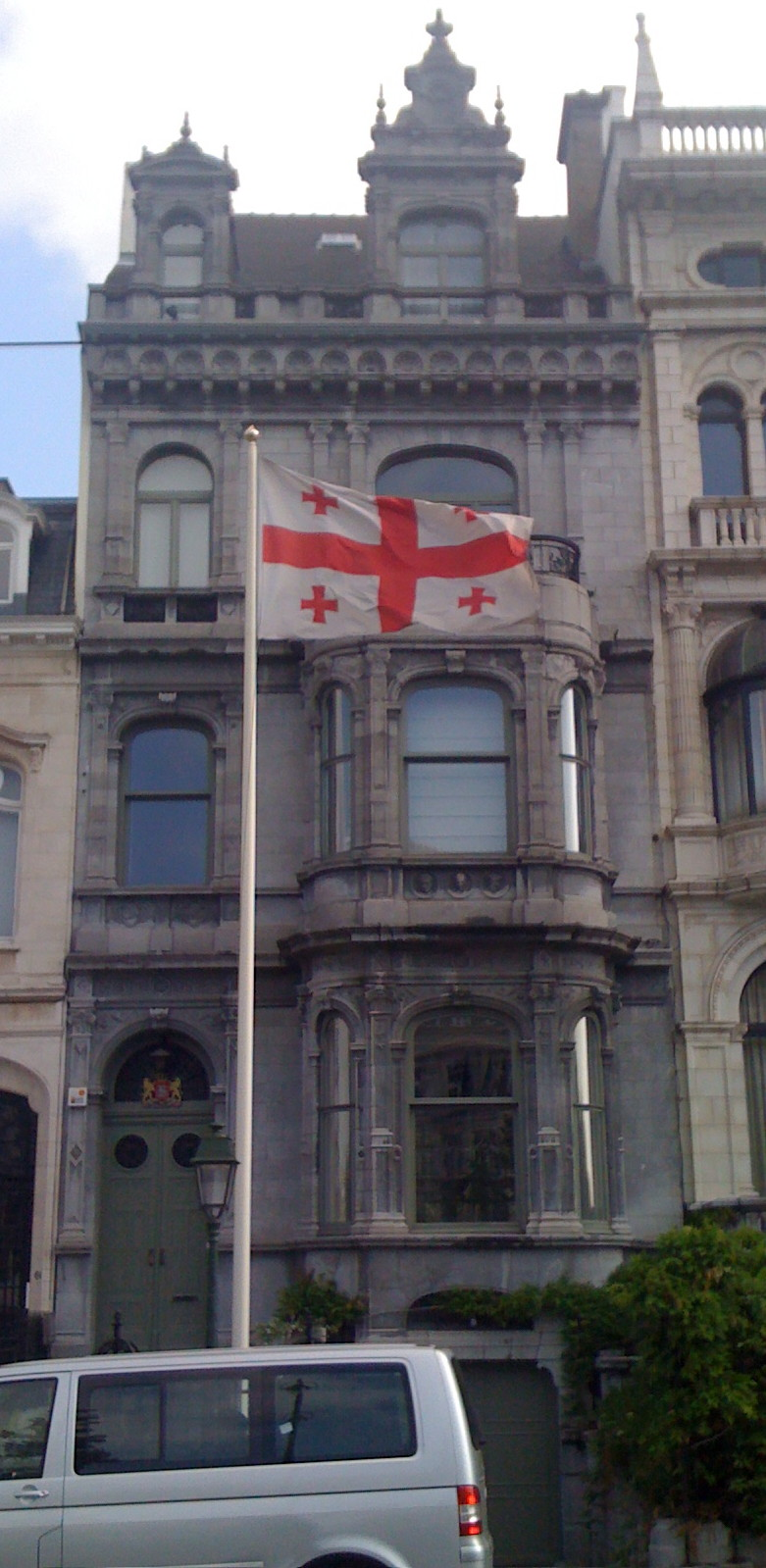
Ambassade de la Géorgie, avenue de Tervuren 62. Maison de maître du 1906 en style néo-Renaissance française par l'architecte Alexandre Struyven.
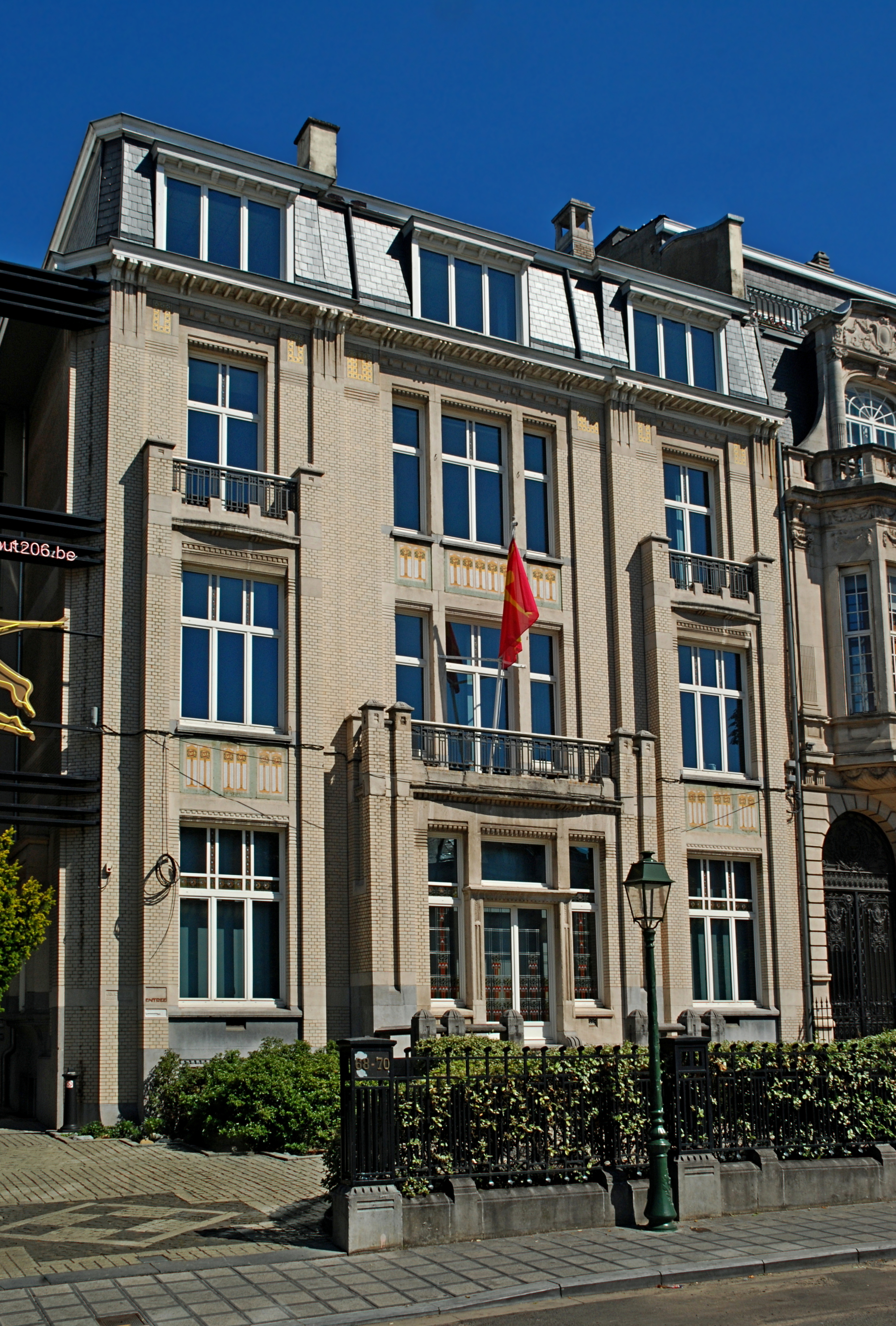
Ancien Institut pour le traitement des maladies des yeux du docteur Coppez, avenue de Tervueren 68-70
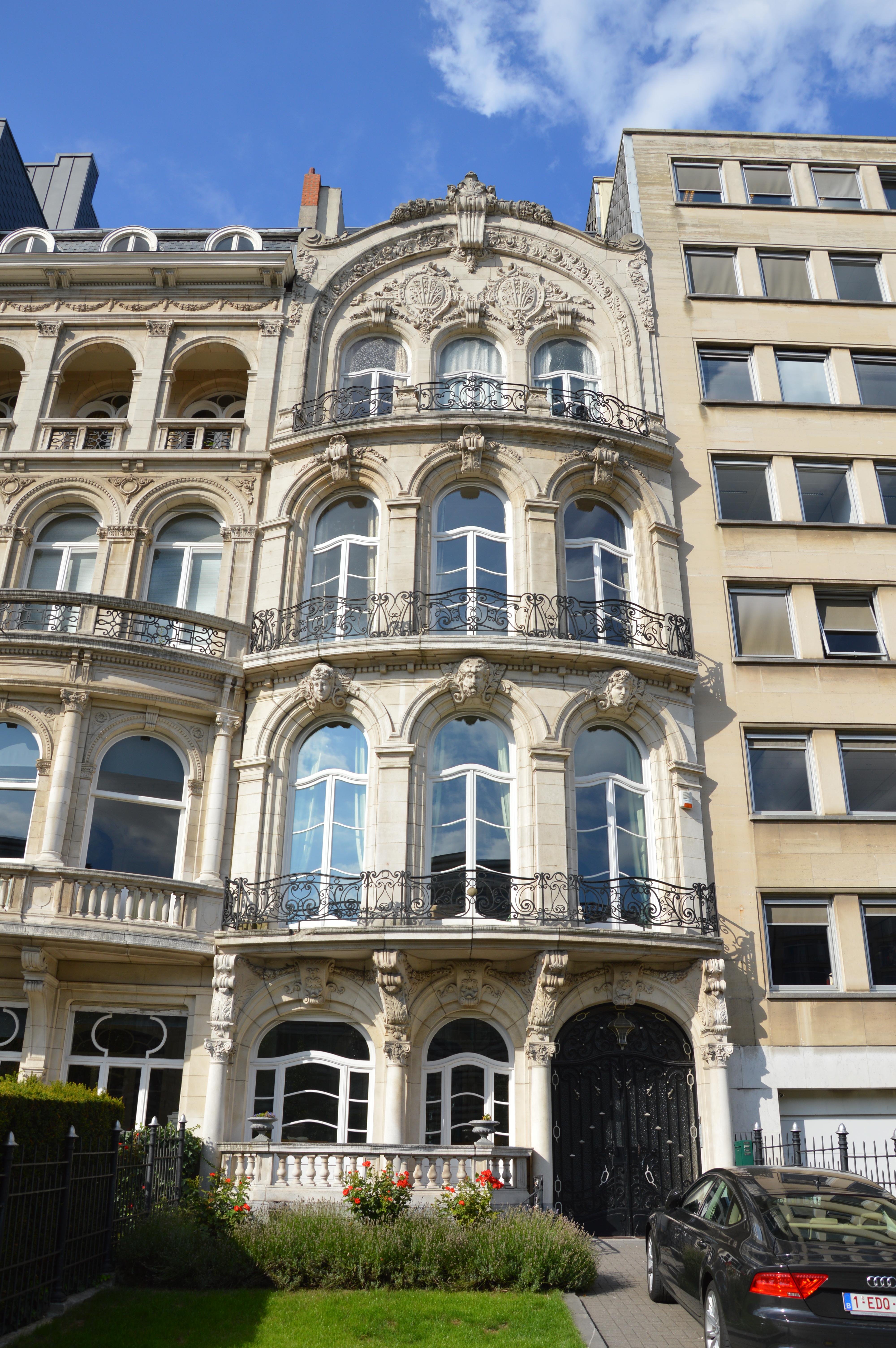
Avenue de Tervueren, 162
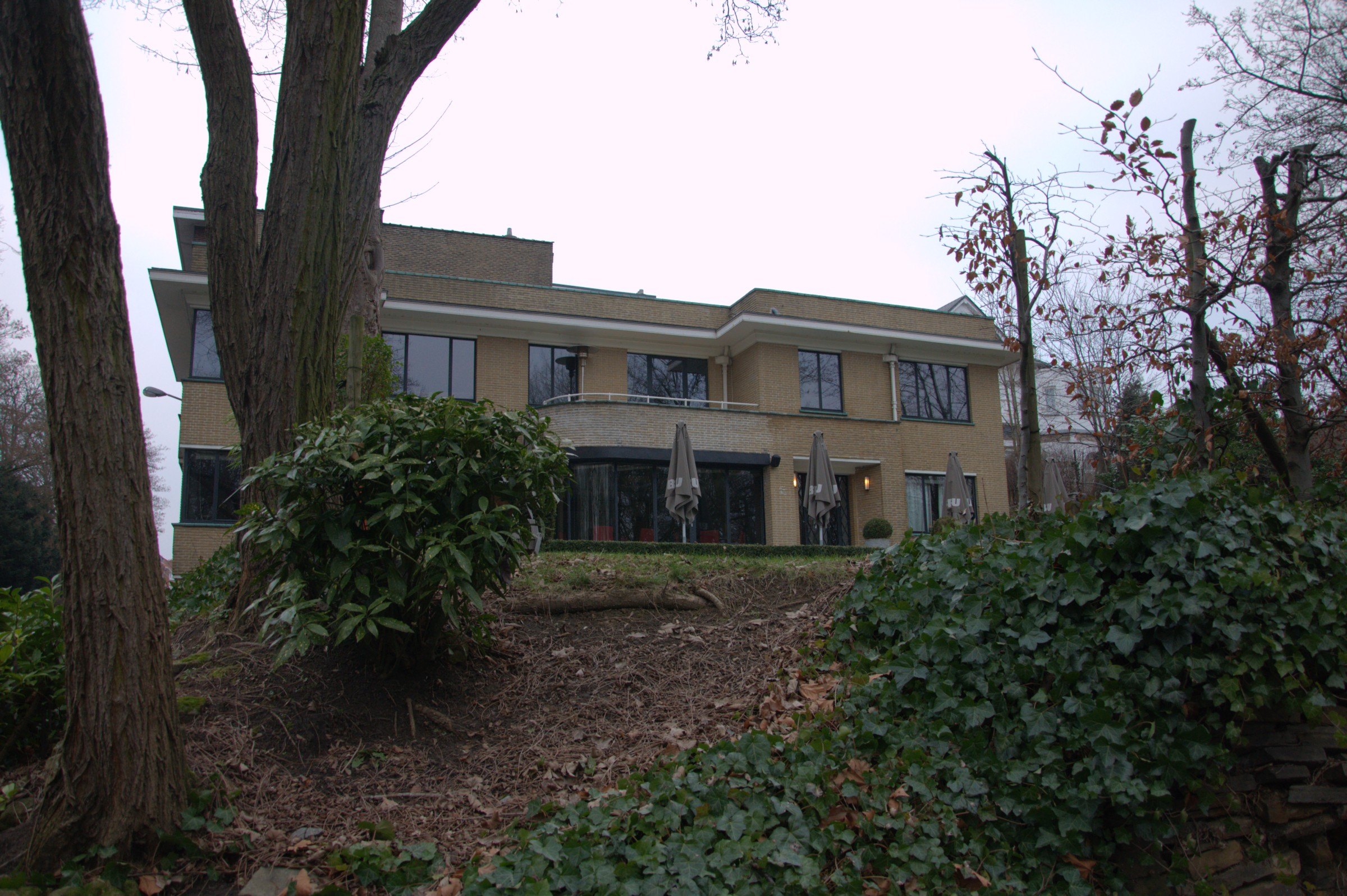
Ville moderniste de Yvan et Adrien Blomme, 1937; avenue de Tervueren 292
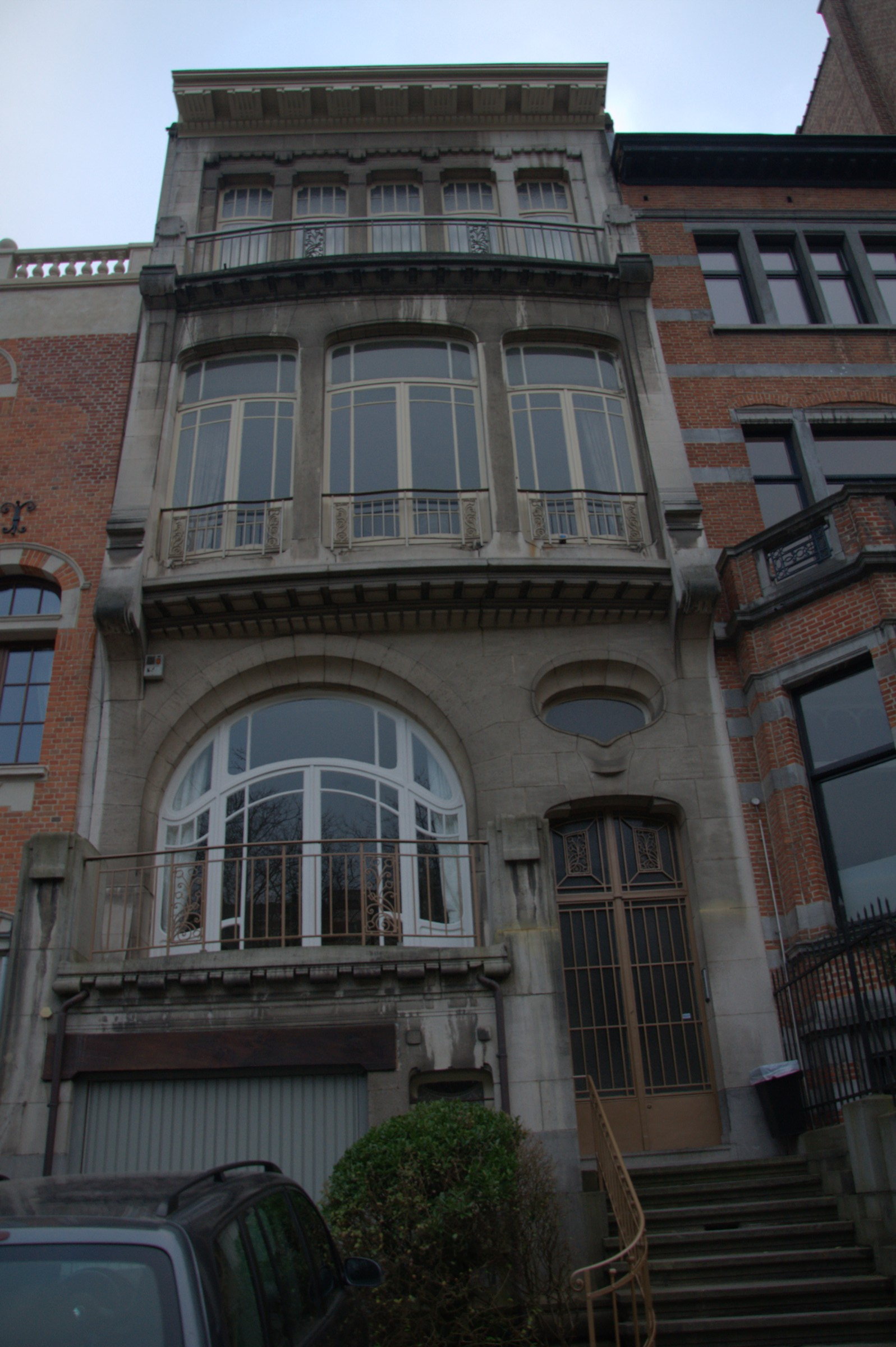
Maison Art Nouveau de Nicolas Pourbaix (1909), avenue de Tervuren 305
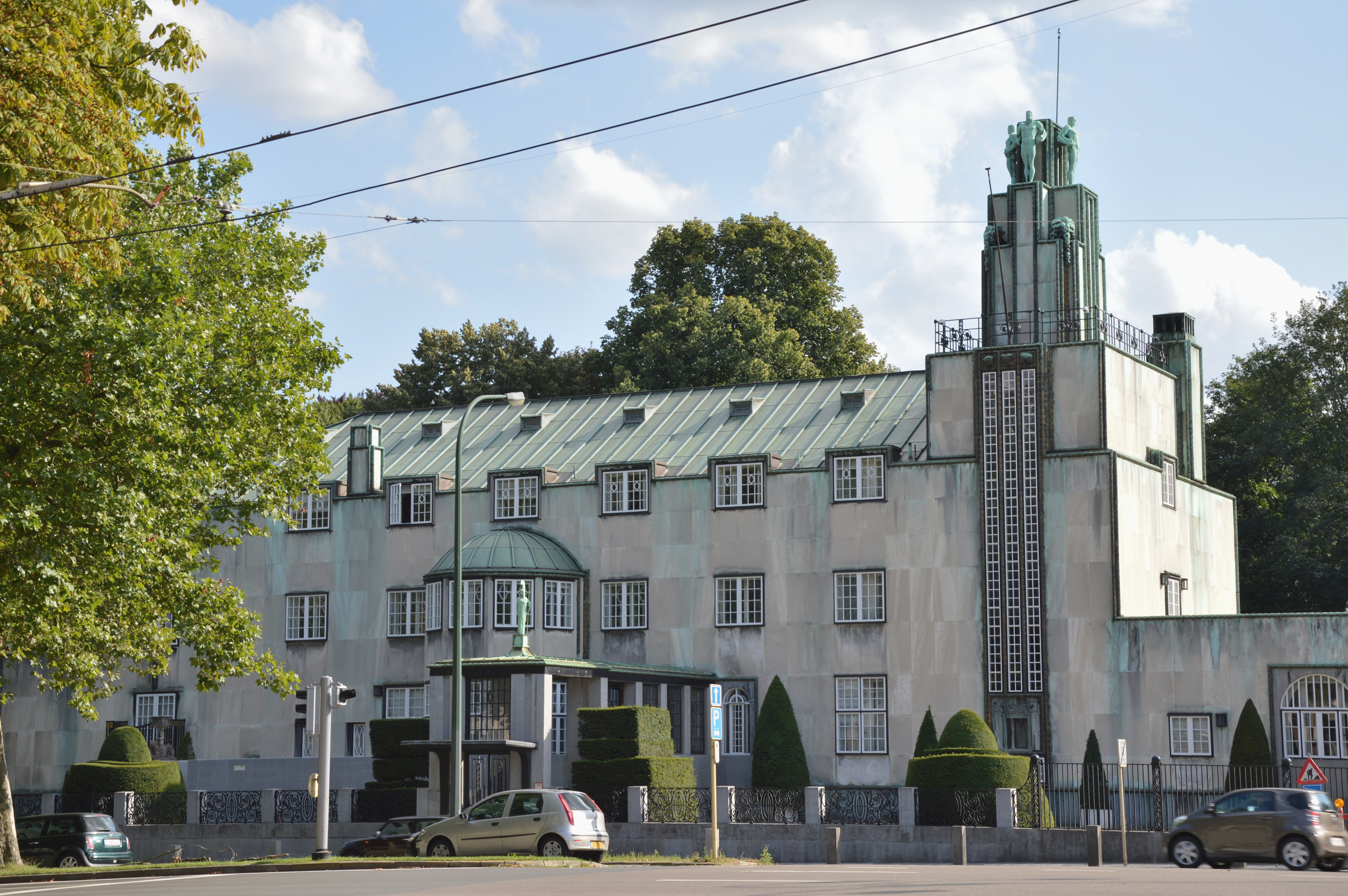
Le Palais Stoclet à Woluwe-Saint-Pierre
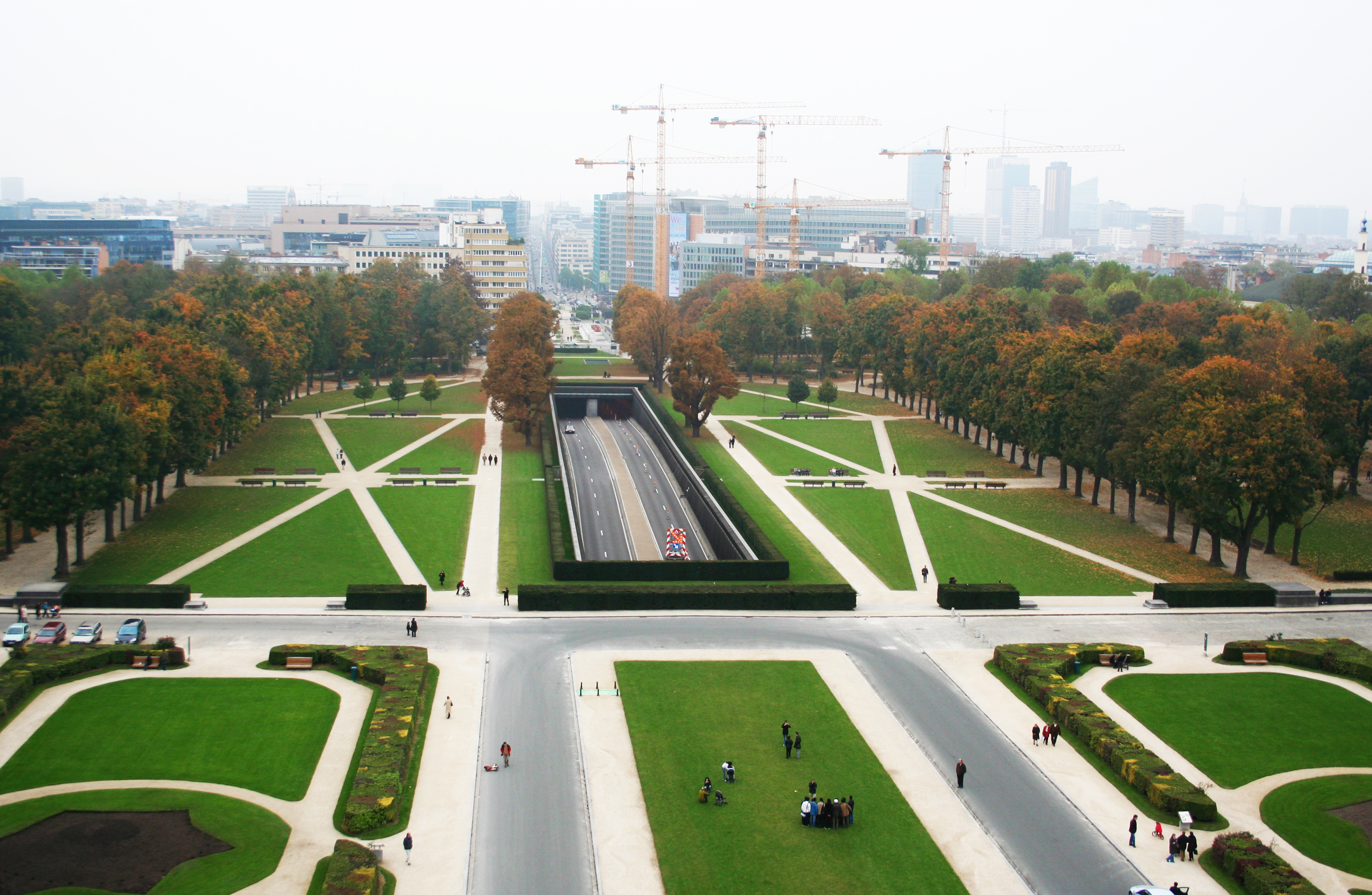
L’avenue de Tervuren, mise en tunnel, passe en dessous du parc du Cinquantenaire.
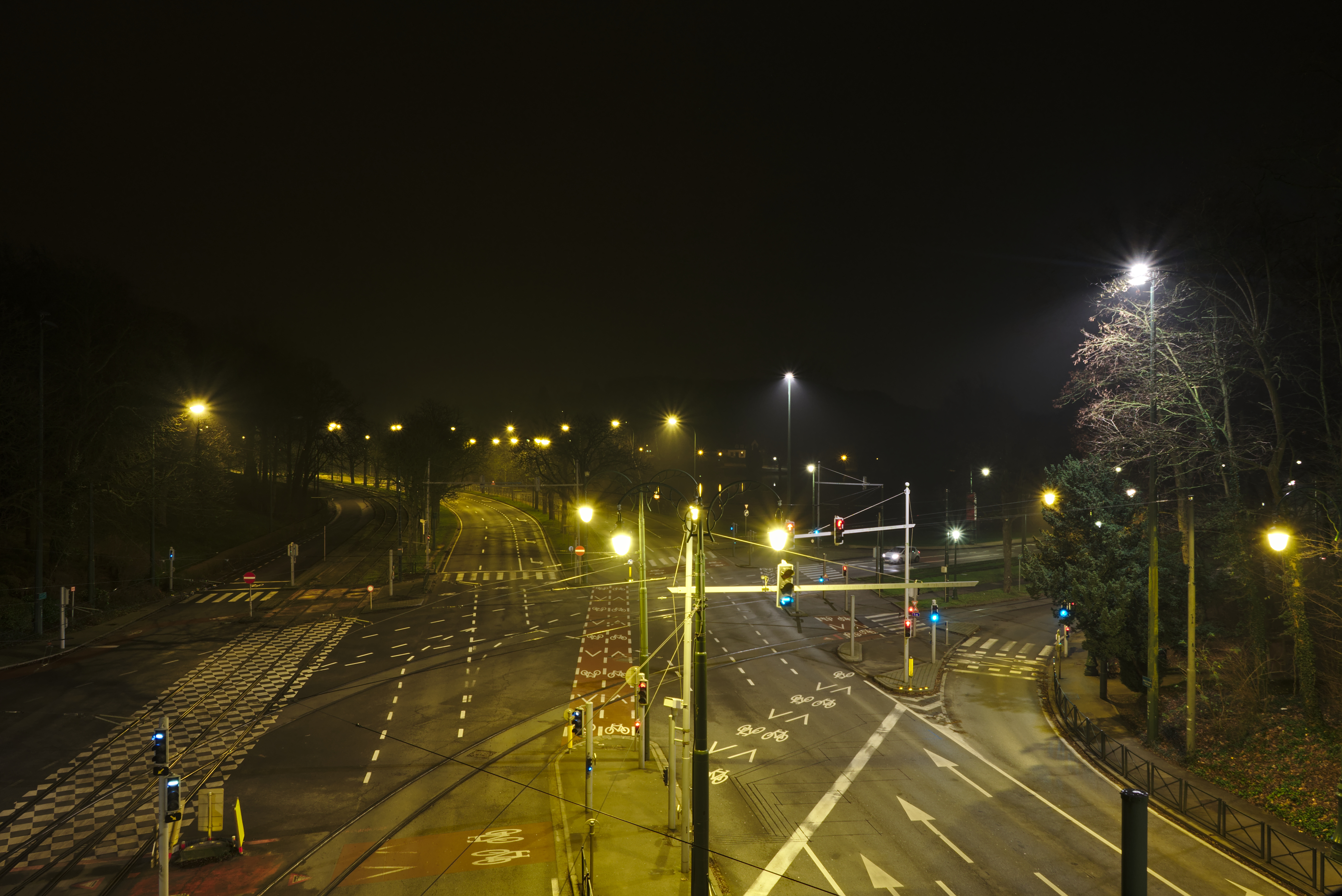
Carrefour avec le Boulevard du Souverain vu de la Passerelle de la Woluwe
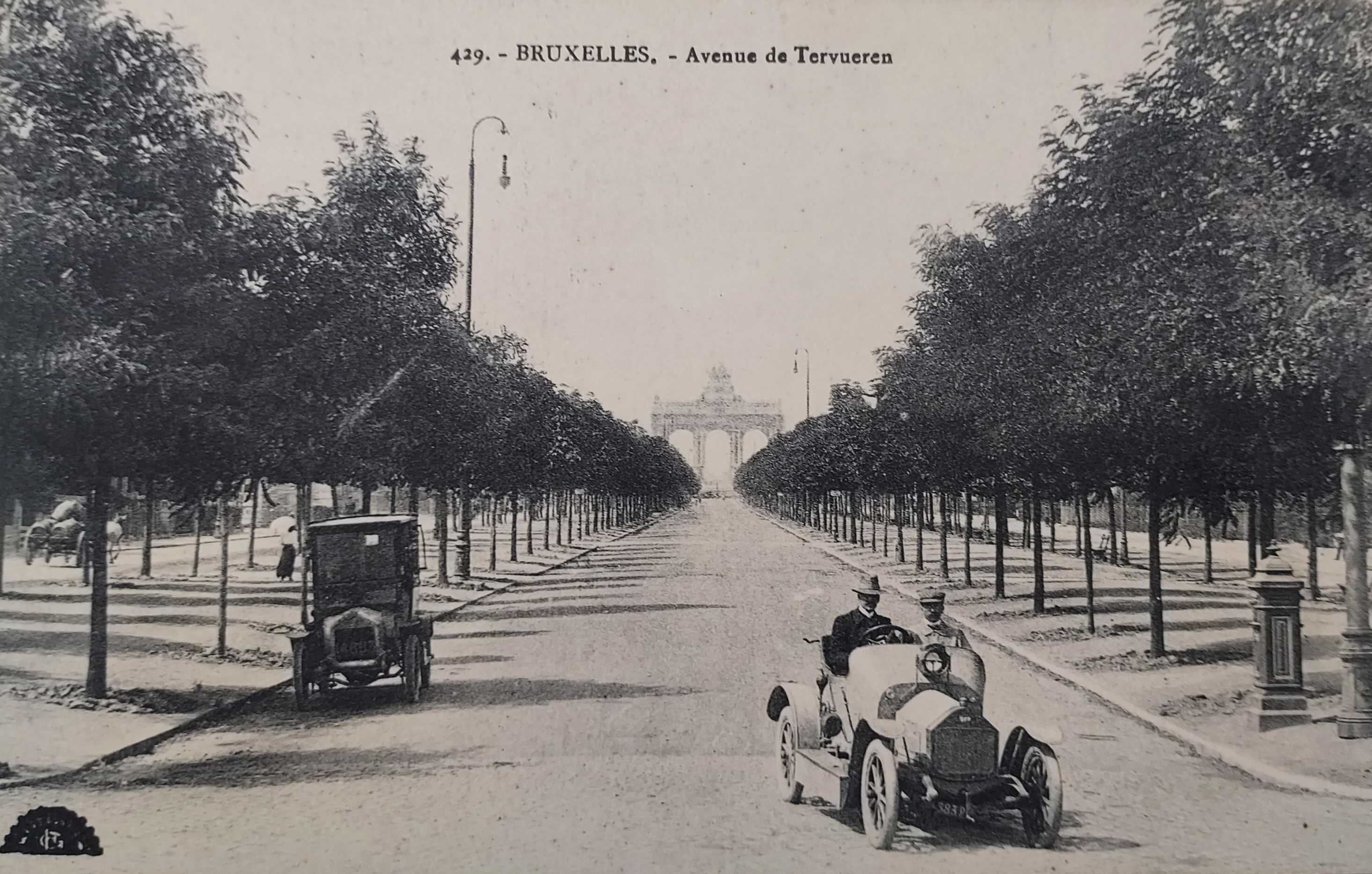
Carte postale de l'Avenue de Tervueren